# Porta de vehicle
| subclasse de | porta, components d'automoció |
| part de      | automòbil                     |

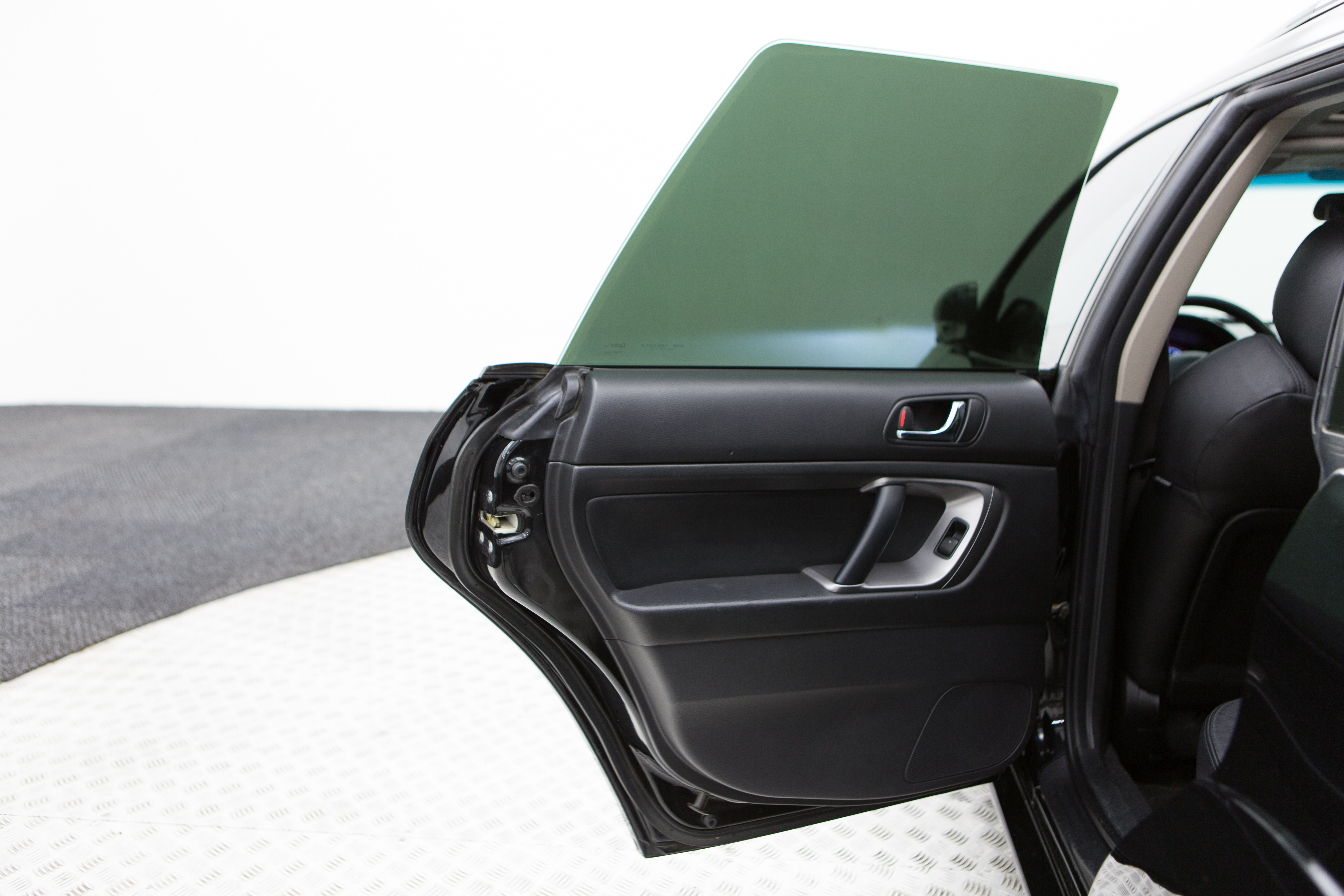
Una porta de cotxe.

Una porta de vehicle és un dispositiu d'obertura i tancament que permet la baixada i la pujada dels passatgers a l'habitacle d'un vehicle. S'obre com una porta mitjançant una nansa i un pany permet tancar-la amb clau.

## Tipus
Es troben en tot tipus de maquinària, des d'automòbils fins a camions, maquinària de construcció, maquinària agrícola, autobusos i autocars, trens, passant per aeronaus com avions o helicòpters.
Una porta pot tenir una finestra, que es pot obrir en vehicles terrestres, generalment lliscant per la seva part sense vidre. De manera molt general, les portes són parts importants de la carrosseria i tenen una forma d'acord amb el disseny global del vehicle. Tenen els mateixos materials, estructures i aspecte interior i exterior que la resta i es fabriquen als mateixos tallers. Les portes davanteres dels cotxes solen ser el suport dels retrovisors laterals exteriors.
Les portes solen estar disposades als laterals ; en els autobusos, per motius de seguretat, només existeixen al costat allunyat del trànsit (vorera).
Les portes segueixen l'evolució de la tecnologia, els gustos i els hàbits : tancament interior, compartiments d'emmagatzematge, cendrers, dispositiu d'obertura de finestres (manivela o elèctrica) i altres refinaments hi troben el seu lloc segons les èpoques, segons els models i gammes. La comoditat d'obertura i tancament és objecte d'atenció especial, així com el soroll que es produeix en tancar. Amb la generalització de l'electrònica, el conductor pot bloquejar totes les portes i les que estan incompletament tancades se li senyalitzen al quadre de comandament.
Hi ha diversos tipus de portes d'automòbil. La més comuna és la porta estàndard que s'articula sobre una frontissa situada a la part davantera de la porta, però també hi ha la porta corredissa, la porta " en tisores "(On" a l'elitró "), les portes antagòniques també anomenades portes " suïcidi » (la frontissa es troba a la part posterior de la porta), o la porta papallona (la frontissa es troba al terrat).

## Normativa
Al Regne Unit, la Road Traffic Act de 1988 considera un delicte castigat amb una multa de fins a 1.000 lliures esterlines per obrir qualsevol porta de vehicle en una carretera que provoqui lesions o posi en perill a qualsevol persona; aquest acte succeeix tanmateix 600 vegades cada any al Regne Unit.
A França, està prohibit a qualsevol ocupant d'un vehicle estacionat o estacionat obrir una porta quan aquesta maniobra constitueixi un perill per a ell o els altres usuaris. El fet d'infringir el que disposa aquest article es sanciona amb la multa prevista per a les infraccions de primera categoria.

Diferents tipus de portes d'automòbil
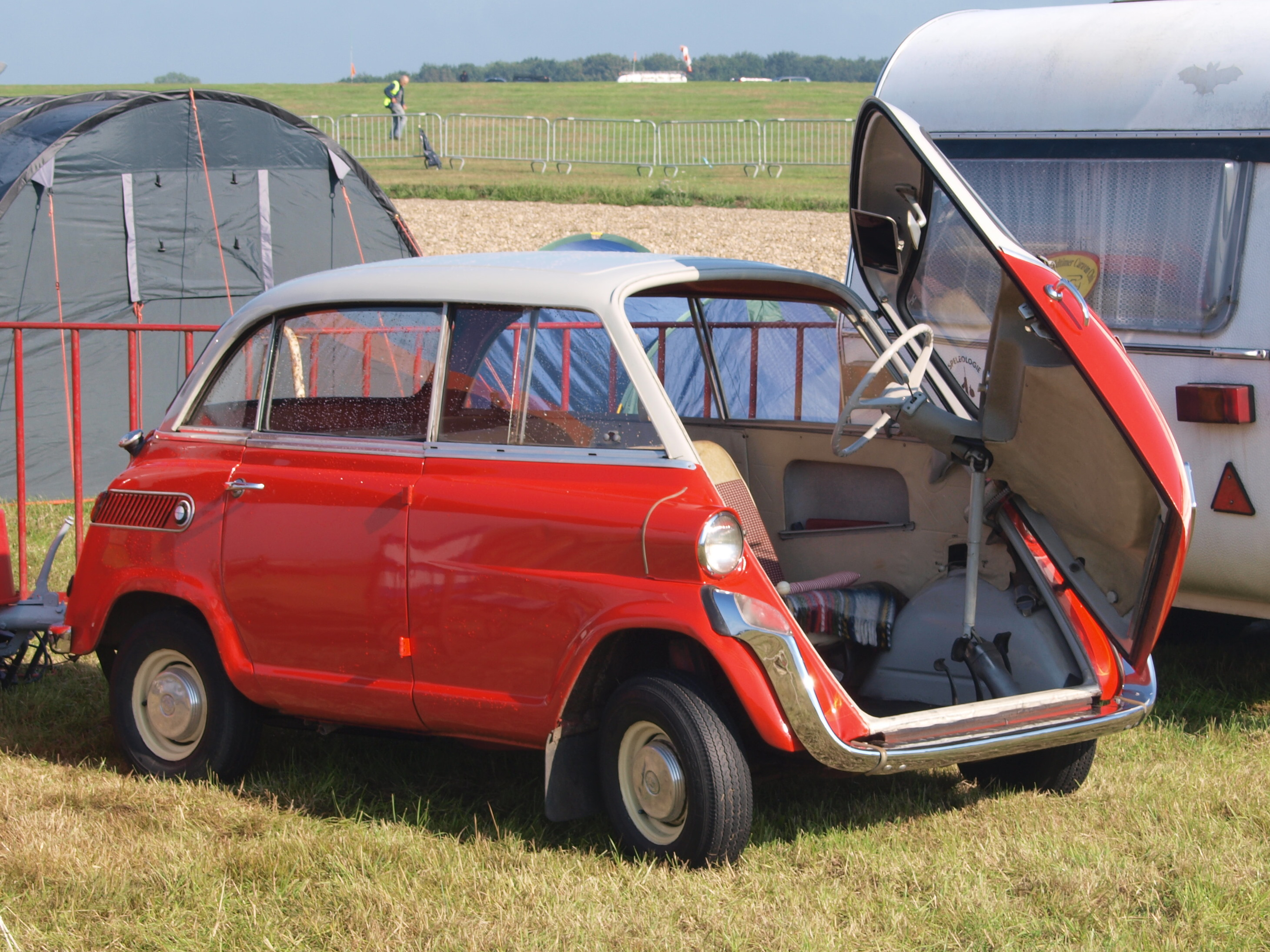
Un BMW 600 dels 50's amb porta frontal.
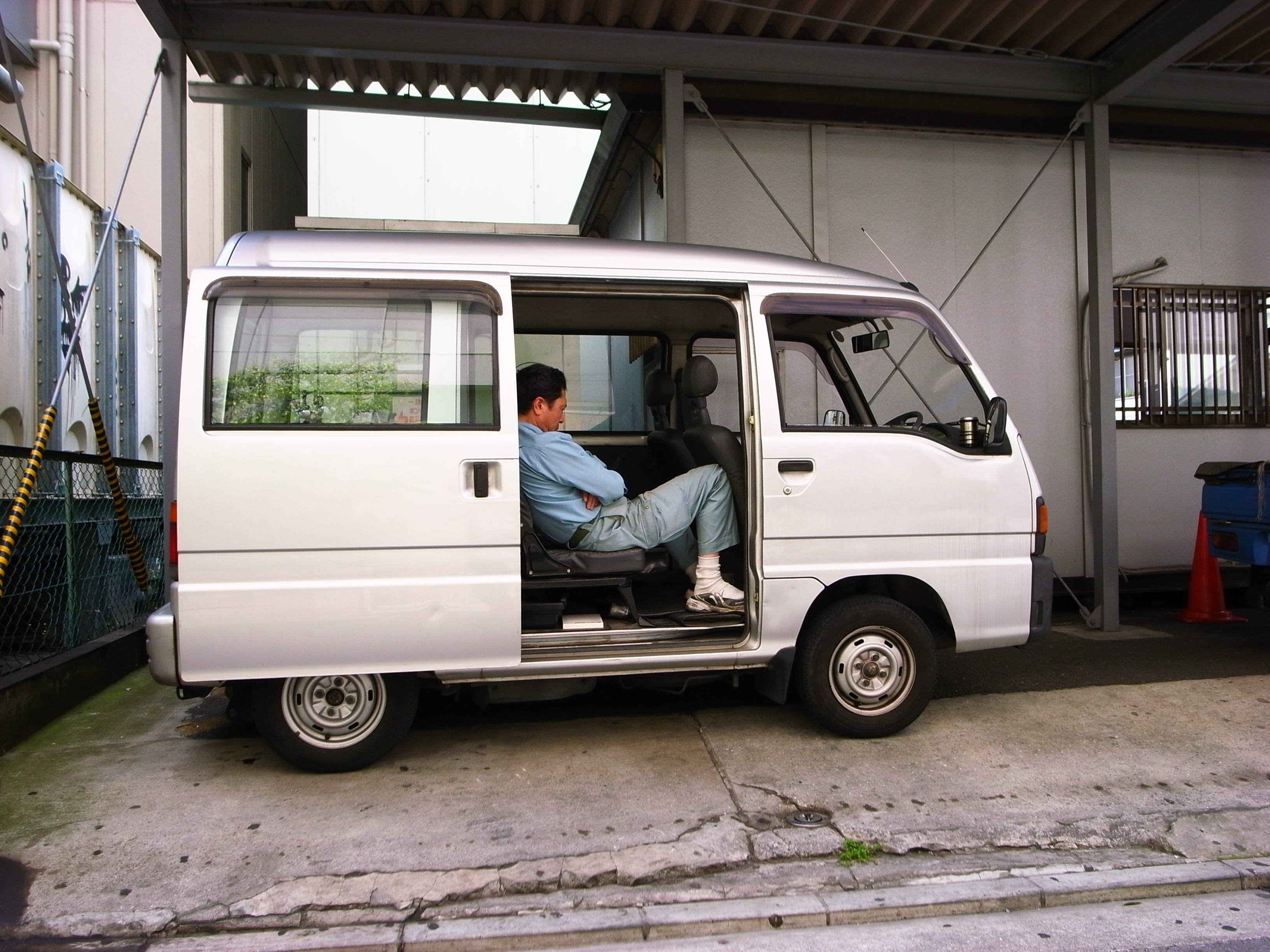
Porta corredissa en un petit servei.
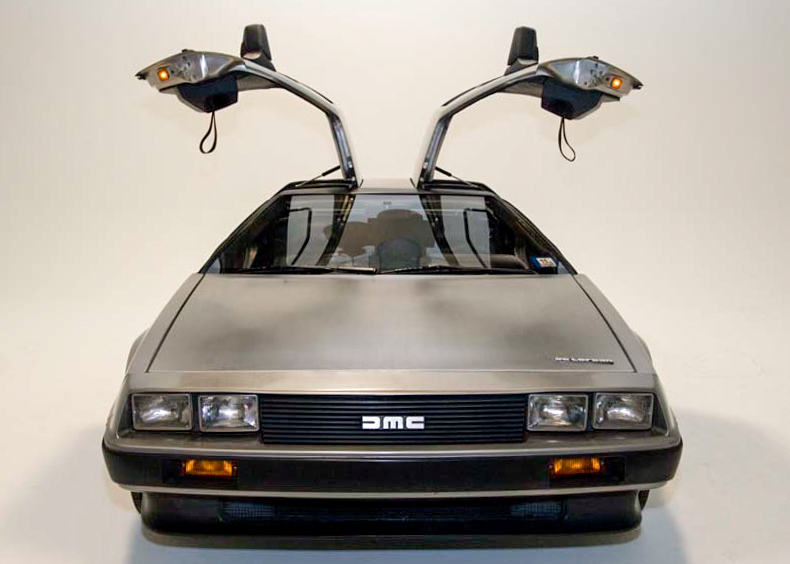
Portes" papallona en un DeLorean DMC-12.
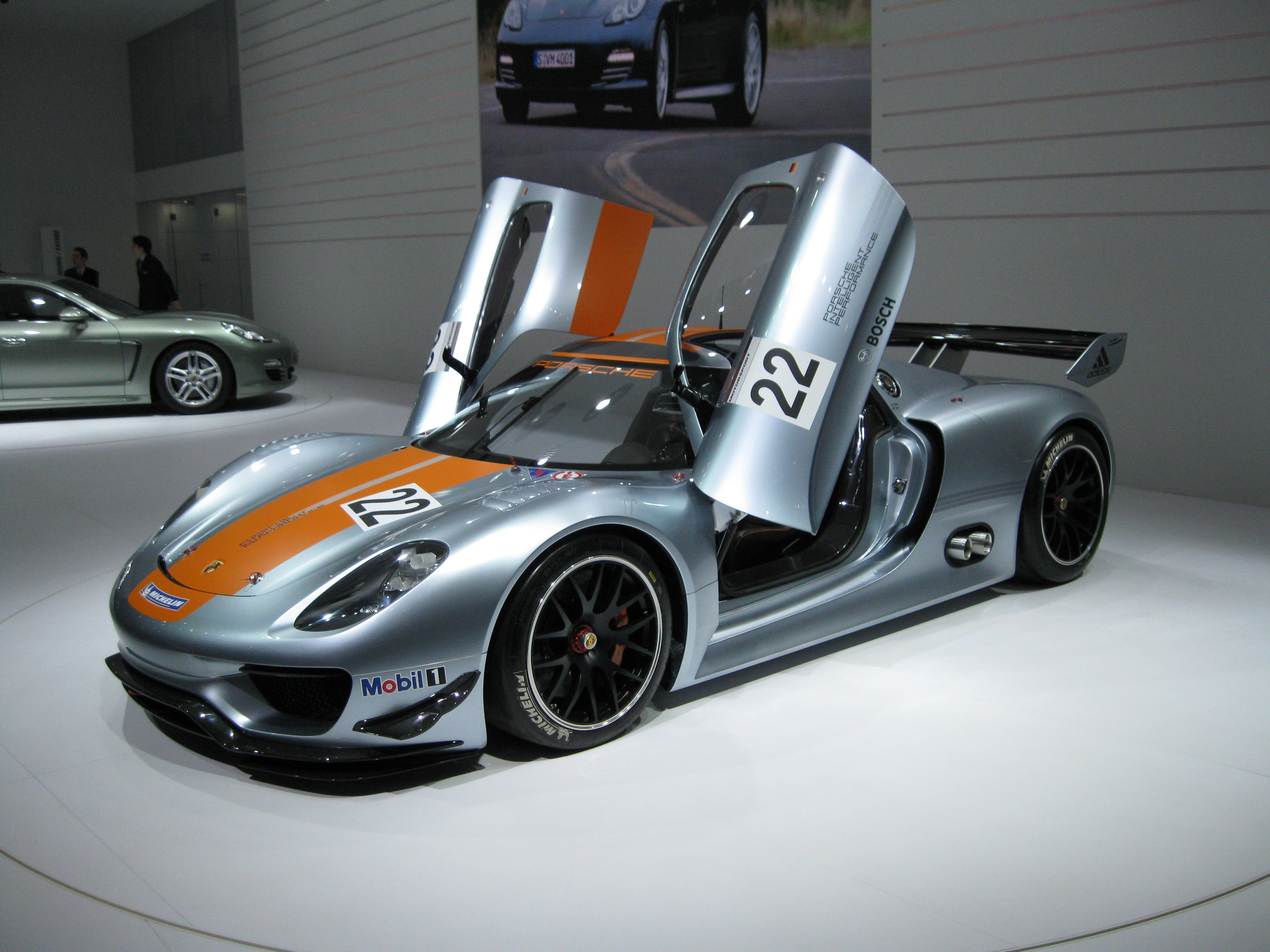
Portes" elitron en un Porsche 918 RSR.
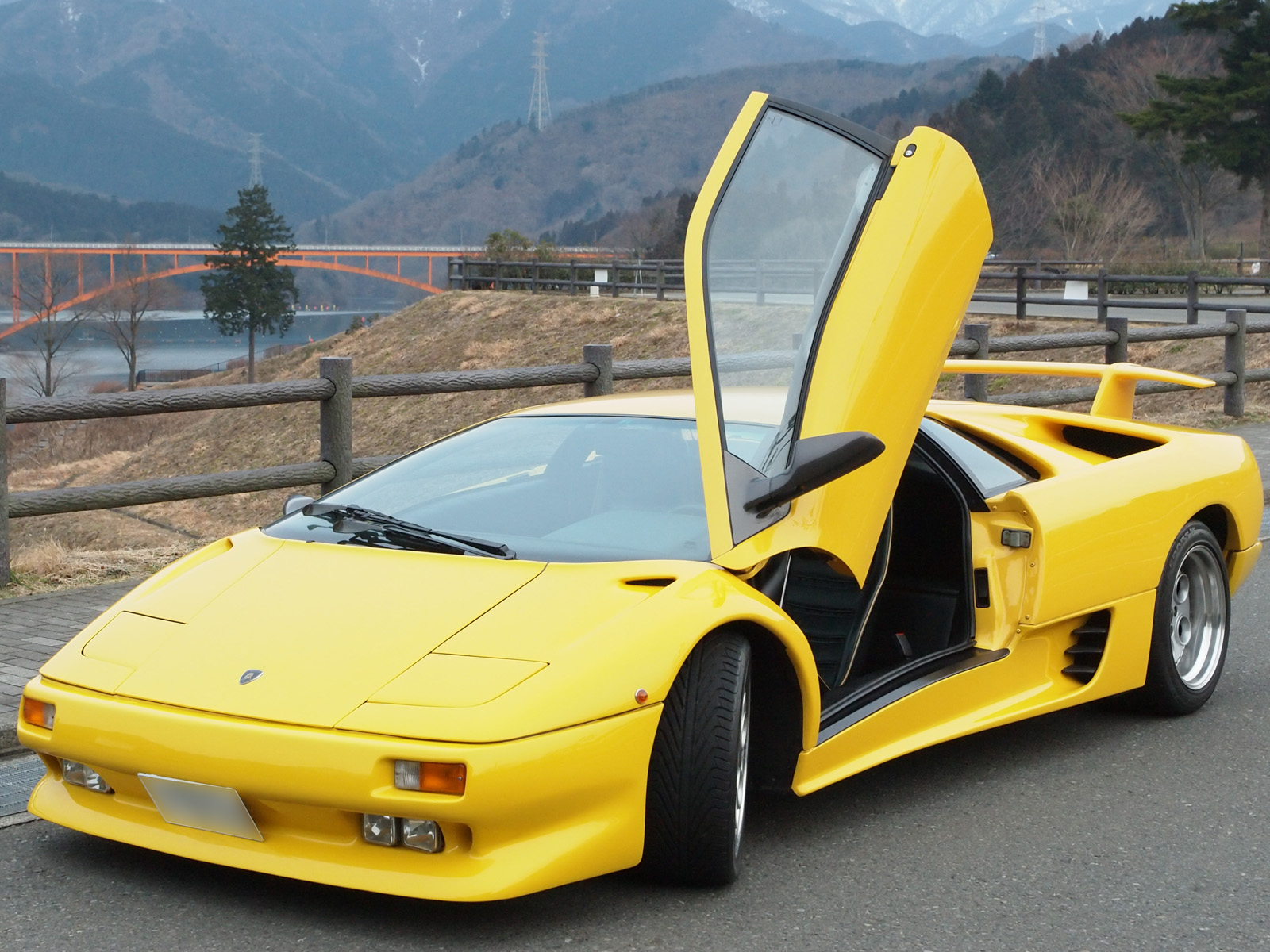
Portes de tisora en un Lamborghini Diablo
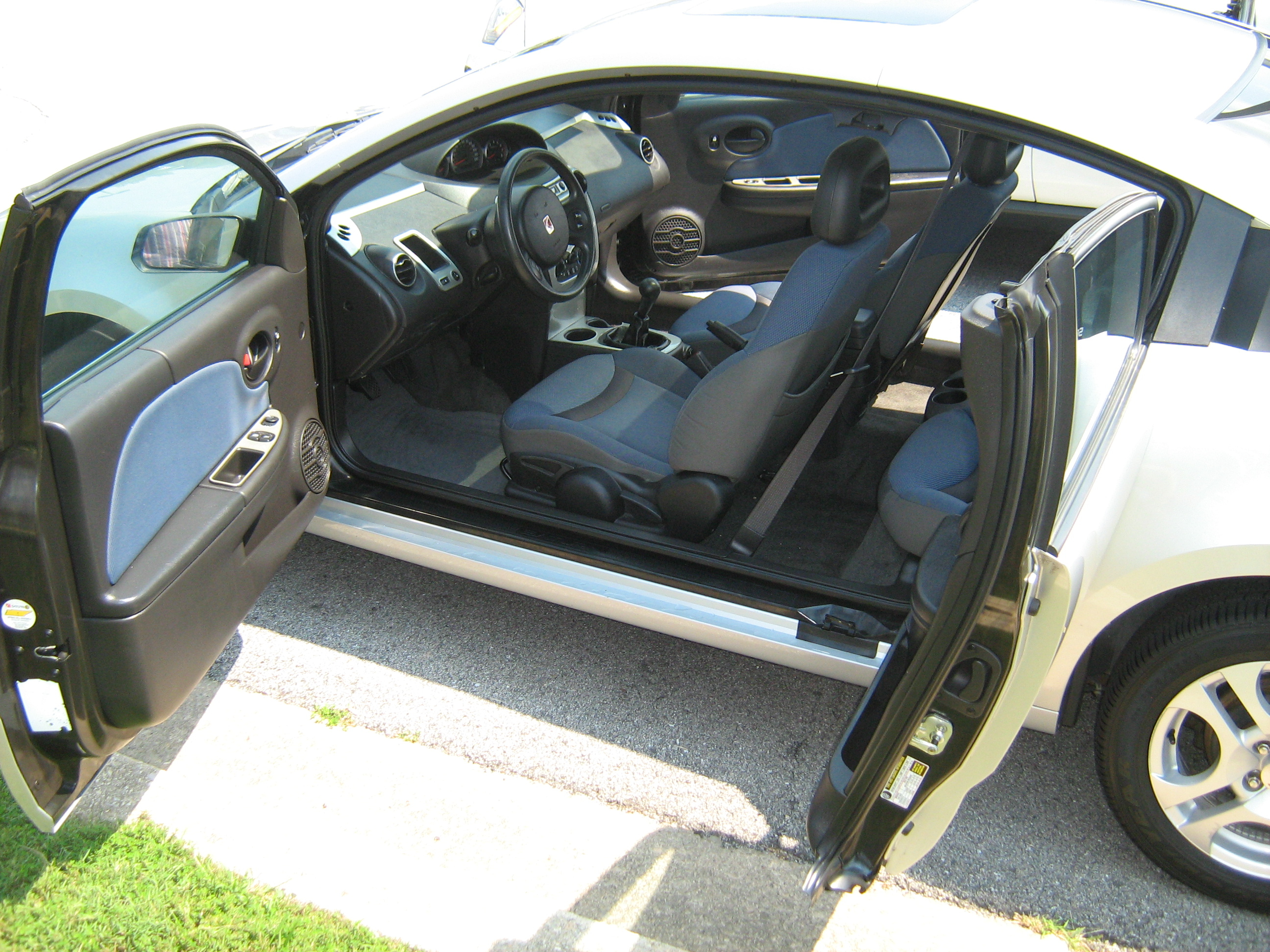
Portes antagonistes en un Saturn.

Altres vehicles
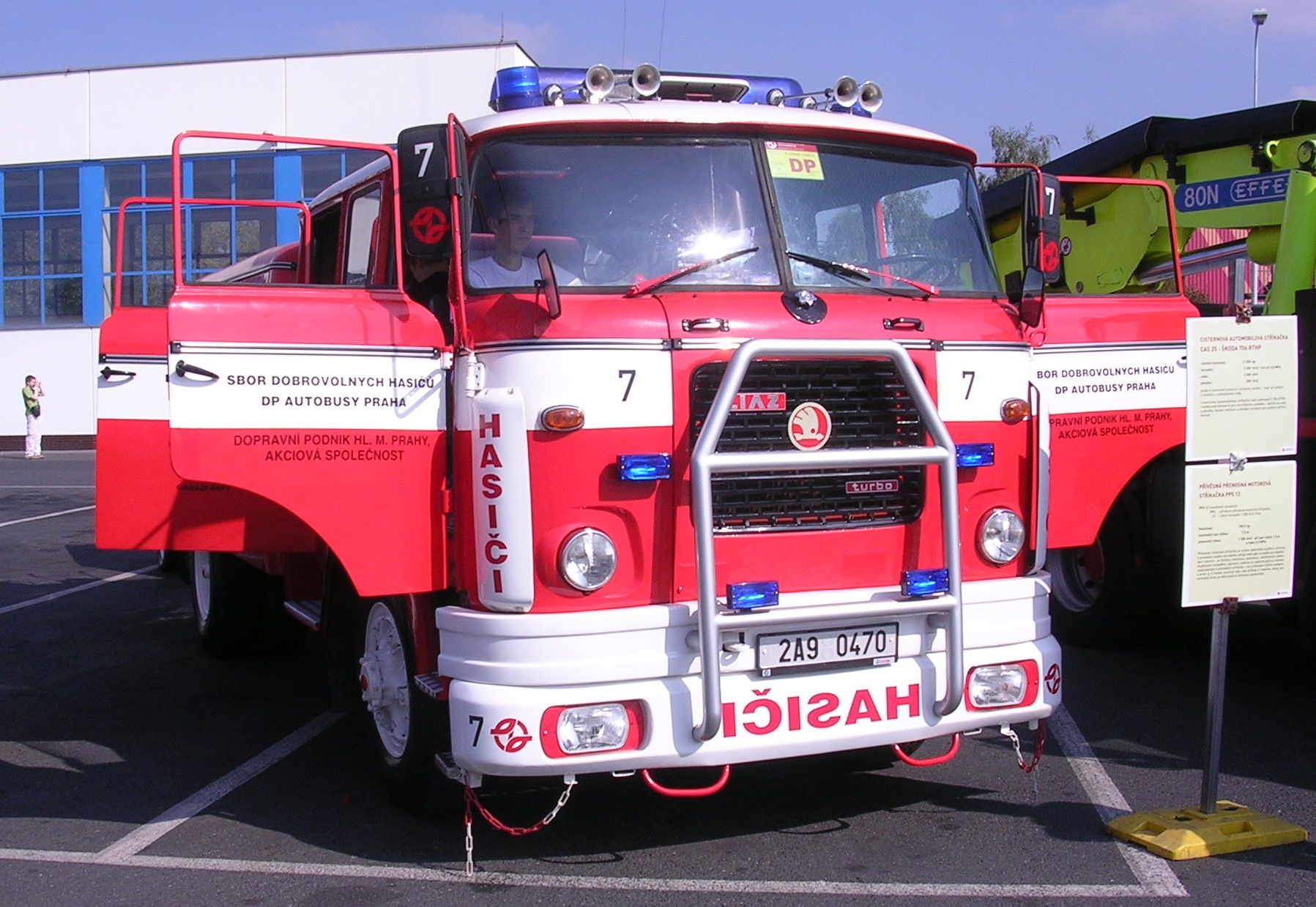
Camió de bombers amb totes les portes obertes.
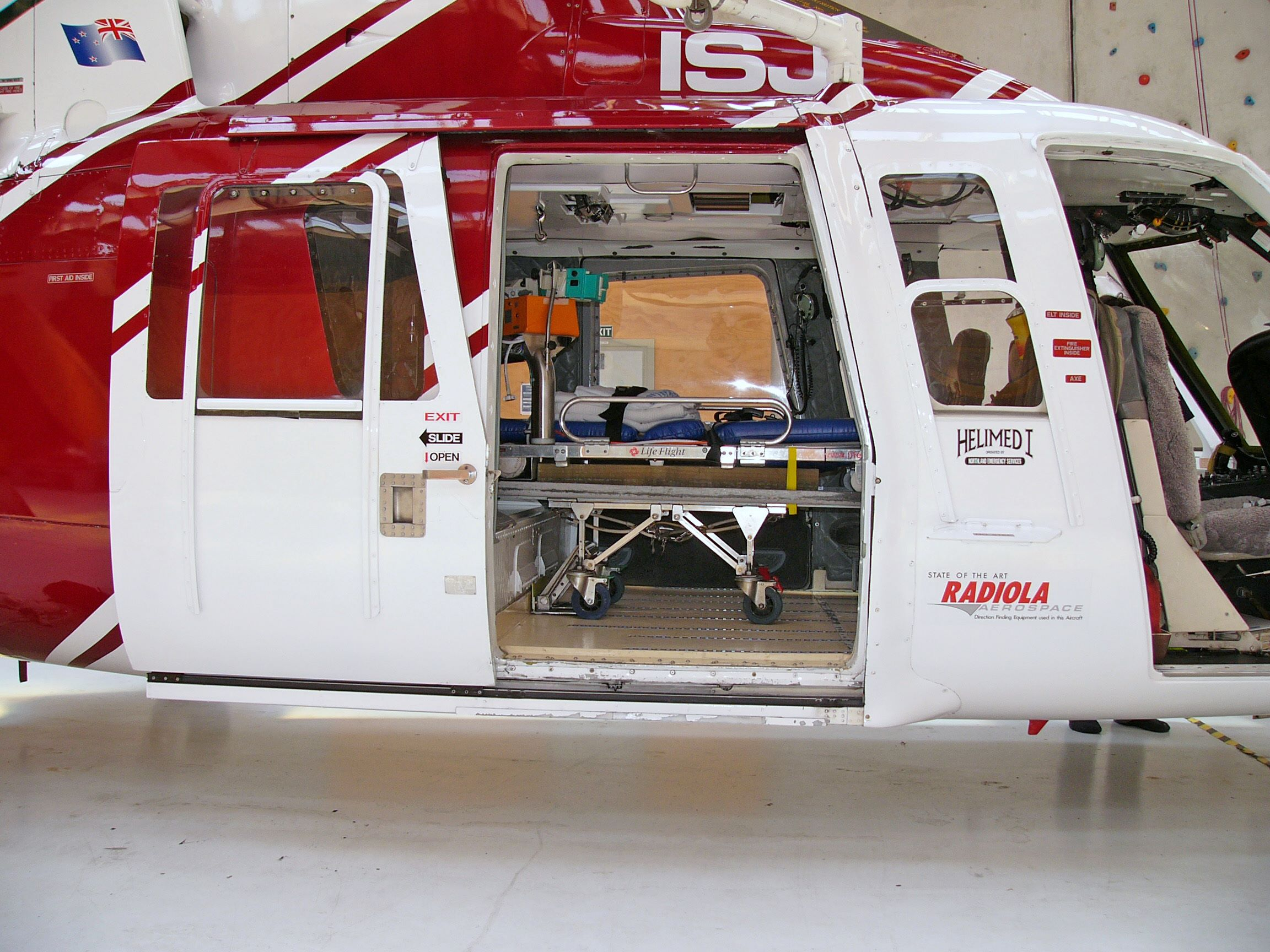
Porta corredissa de l'helicòpter.
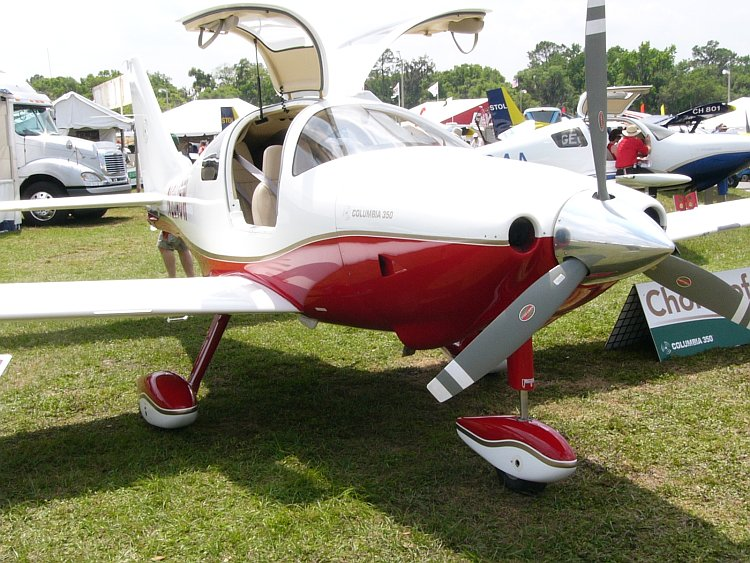
Portes de papallona en un Cessna 350.